# آنیتا تساگاریا
آنیتا تساگاریا (ایتالیایی: Anita Zagaria؛ زادهٔ ۲۷ ژوئن ۱۹۵۴) بازیگر اهل ایتالیا است. از فیلم‌هایی که وی در آن نقش داشته‌است، می‌توان به زیر آفتاب توسکانی، مسابقه ناعادلانه، افسانه ۱۹۰۰، گریز کودک بی‌گناه، یک پزشک در خانواده و پادره پیو: مرد کرامات اشاره کرد.